# Arnold Jeannesson
Arnold Jeannesson (ur. 15 stycznia 1986 w Paryżu) – były francuski kolarz szosowy. Specjalizował się również w kolarstwie przełajowym i kolarstwie górskim.
Podczas Tour de France 2011 na 12. i 13. etapie ścigał się w białej koszulce jako najwyżej sklasyfikowany kolarz do 25 roku życia.

## Najważniejsze osiągnięcia
- 2007
  - 1. miejsce na 4. etapie Tour de la Manche
- 2008
  - 1. miejsce na 3b. etapie Tour de la Manche
  - 3. miejsce w Tour de l’Avenir
    - 1. miejsce na 8. etapie
- 2011
  - 3. miejsce w Tro Bro Leon
  - 15. miejsce w Tour de France
- 2012
  - 6. miejsce w Paryż-Nicea
- 2013
  - 10. miejsce w Clásica de San Sebastián
- 2016
  - 4. miejsce w Critérium International